# László Cseh (futbolista)
László «Matyi» Cseh (en húngaro: Cseh László; Budapest, 4 de abril de 1910-ibídem, 8 de enero de 1950) fue un futbolista húngaro que se desempeñaba como delantero.

## Selección nacional
Fue internacional con la selección de fútbol de Hungría en 34 ocasiones y convirtió 15 goles. Formó parte de la selección subcampeona de la Copa del Mundo de 1938, pese a no haber jugado ningún partido durante el torneo.

### Participaciones en Copas del Mundo
| Mundial                        | Sede    | Resultado  | Partidos | Goles |
| ------------------------------ | ------- | ---------- | -------- | ----- |
| Copa Mundial de Fútbol de 1938 | Francia | Subcampeón | 0        | 0     |

## Clubes
| Club              | País    | Año       |
| ----------------- | ------- | --------- |
| III. Kerületi TVE | Hungría | 1926-1929 |
| BSE               | Hungría | 1929-1931 |
| MTK Hungária FC   | Hungría | 1931-1939 |
| Kispesti AC       | Hungría | 1939-1940 |
| Szegedi AK        | Hungría | 1940      |
| Gamma FC          | Hungría | 1941      |

## Palmarés

### Campeonatos nacionales
| Título              | Club            | País    | Año  |
| ------------------- | --------------- | ------- | ---- |
| Copa de Hungría     | MTK Hungária FC | Hungría | 1932 |
| Nemzeti Bajnokság I | MTK Hungária FC | Hungría | 1936 |
| Nemzeti Bajnokság I | MTK Hungária FC | Hungría | 1937 |

### Distinciones individuales
| Distinción                                | Año  |
| ----------------------------------------- | ---- |
| Máximo goleador de la Nemzeti Bajnokság I | 1935 |
| Futbolista del año en Hungría             | 1936 |
| Máximo goleador de la Nemzeti Bajnokság I | 1937 |
| Máximo goleador de las ligas europeas     | 1937 |